# Бемиджи
Бемиджи (англ. Bemidji) — город в округе Белтрами, штат Миннесота, США. Расположен на берегу одноимённого озера. На площади 33,5 км² (30,5 км² — суша, 3,1 км² — вода), согласно переписи 2007 года, проживают 13 419 человек. Плотность населения составляет 390,6 чел./км².
- Телефонный код города — 218
- Почтовый индекс — 56601
- FIPS-код города — 27-05068[1]
- GNIS-идентификатор — 0655325[2]